# 南营水库
南营水库是中国甘肃省武威市境内的一座水库，位于石羊河上，建于1971年。水库正常库容为1383万立方米，集雨面积为852平方千米，海拔为1927.25米。